# Shijing (Nördliche Wei-Dynastie)
Das Buch der Speisen (chinesisch 食经 Shíjīng) der Frau Lu (卢氏 Lú shì) aus der Zeit der Nördlichen Wei-Dynastie ist ein auch unter dem Namen Cui Hao shijing (崔浩食经 „Cui Haos Buch der Speisen“) bekanntes Werk.
Das Buch als Ganzes ist verloren, sein Vorwort ist erhalten. Das Qimin yaoshu zitiert häufig daraus, ohne die Autorin (d. h. die Mutter von Cui Hao) bzw. den Autor beim Namen zu nennen. Die Biographie des Cui Hao († 450), eines Kanzlers der Nördlichen Wei-Dynastie, ist in der Geschichte der Wei-Dynastie (Weishu 魏书) enthalten.
Es ist eine wichtige Quelle für die Geschichte der chinesischen Ess- und Trinkkultur.
Das Buch ist zu unterscheiden vom gleichnamigen Buch der Speisen (chinesisch 食经 Shíjīng) von Xiè Fěng (谢讽) aus der Sui-Dynastie, einem auch unter dem Namen Xie Feng shijing (谢讽食经 „Xie Fengs Buch der Speisen“) bekannten Werk.
Der Titel beider Werke wird im Englischen häufig mit Food Canon übersetzt.